# A Déloszi Szövetség tagjai
A Déloszi Szövetség (vagy athéni birodalom) tagjai a következő városállamok voltak:

## Kincstári körzetek

### Szigetek
- Aigina

#### Euboia
- Athéné Diadész
- Karüsztosz
- Khalkisz
- Diakriosz Khalkiszban
- Erétria
- Poszeideión
- Sztüra

#### Kükládok
- Anaphé
- Androsz
- Melosz
- Naxosz
- Iosz
- Keosz
- Kéria (Kerosz?)
- Kimolosz
- Küthnosz
- Mükonosz
- Párosz
- Pholegandrosz
- Szeriphosz
- Szifnosz
- Szikinosz
- Szürosz
- Tenosz
- Théra

#### AzÉgei-tengerészaki része
- Hephaisztia (Lemnosz)
- Imbrosz
- Mürina (Lemnosz)

#### Ismeretlen régió
- Belbina
- Grünkhesz
- Renaiosz

### Ióniai körzet
- Asztürénosz (Müszosz)

#### Szigetek
- Amorgosz
- Khiosz
- Niszürosz
- Oinaiosz (Ikária)
- Thermaiosz (Ikária)

#### Aiólia
- Kümé
- Mürina
- Pitané

#### Iónia
- Klazomenai
- Kolophón
- Epheszosz
- Erüthrai
- Kürbisszosz
- Lebedosz
- Maiandrosz
- Milétosz
- Müeszosz vagy Müesszosz
- Notion
- Phókaia
- Polikhnitai
- Priéné
- Teosz

#### Ismeretlen régió (ióniai és káriai települések)
- Airaiesz
- Amünandesz
- Butheia
- Khalkeatai
- Kheronnésziosz
- Diosziritai
- Edriesz Messzesz
- Erinesz
- Gargaresz
- Heraiosz
- Hiera, Szidümeasz mellett
- Hüblisszesz
- Idümesz
- Iszindiosz
- Karbaszüandesz
- Karüesz, Idüma város mellett
- Kaszolabesz
- Klaundesz
- Killaresz
- Kindüesz
- Kodapesz
- Koiosz
- Krosza vagy Crusa
- Küromesz
- Lepszimandesz
- Marathesziosz
- Oranietai
- Paktüesz
- Paszandesz
- Pladaszesz
- Pteleosziosz
- Szidosziosz
- Taramptosz
- Tarbanesz
- Teikhiossza

### Káriai körzet

#### KáriaésDórisz
- Alinda
- Amünandeisz
- Auliatai
- a Tümnesz vezette káriaiak
- Karüanda
- Khalketoresz
- Halikarnasszosz
- Kauniansz
- Kedriatai
- Knidosz
- Krüesz
- Latmusz
- Mündosz
- Mündosz (Termerában)
- Pedasszosz
- Szambaktüsz (káriai uralkodó)
- Szüagella
- Termeresz

#### Dodekanézszigetek
- Asztüpalaia
- Brükontiosz (Kárpathosz)
- Eteokárpathiaiak
- Ialüszosz
- Kalündosz vagy Kalünda  (Kalümnosz)
- Kameirosz
- Lerosz
- Lindosz
- Pediesz (Lindosz)
- Szümé
- Telosz

#### Lükia
- Küllandiosz
- Phaszélisz
- Pügelesz
- Telandrosz
- Telmesszosz
- Tümnesszosz

#### Lükaonia
- Milüé törzs

#### Pamphülia
- Aszpendosz
- Perga
- Szillüon

#### Kilikia
- Itüra
- Kelenderisz

### Trák körzet

#### Pieria
- Heraklion
- Methóné

#### Mügdonia
- Aineia
- Bormiszkosz
- Dikeia
- Kalindoia

#### Khalkidiké
- Akanthosz (Athosz)
- Aphütisz
- Dion (Athosz)
- Meküberna
- Mende
- Neápolisz, Mende gyarmata
- Olophüxosz
- Olünthosz
- Phegetiosz, a pontos elhelyezkedését nem tudjuk
- Polikhnitai, Sztolosz közelében
- Potideia
- Szané
- Szkióné
- Szermülia
- Szpartolosz
- Sztolosz
- Sztrepsza
- Toróné
- Tragilosz

#### Kelet-Makedónia
- Argilosz
- Bergaiosz
- Neápolisz
- Thászosz

#### Trákia
- Abdera
- Ainosz
- Dikeia (Abdera)
- Szamothraké

#### Szporádok
- Ikosz városa Alonisszosz szigetén
- Peparethosz
- Szkiáthosz

#### Ismeretlen régió
- Asszeritai
- Khedroliosz
- Haisza
- Galaia
- Kosszaiosz
- Miltoriosz
- Othoriosz
- Pharbeliosz
- Pieresz (Pergamon)
- Pergamoteikhitai
- Szermaiesz
- Szingeion
- Szkablaiosz
- Szmilla Gigonosz
- Thüssziosz
- Tinda

### Hellészpontoszi körzet

#### Szigetek
- Büszbikosz (ma İmralı)[1]
- Prokonnészosz
- Tenedosz

#### Trákia
- Biszanthé
- Büzantion
- Didümoteikhitai
- Perinthosz
- Szelümbra
- Türodiza

#### Gallipoli-félsziget
- Abüdosz
- Alopekonnésszosz
- Elaiosz
- Kallipolisz
- Szésztosz

#### Kis-Ázsia
- Artaké
- Asztüra Troika
- Berüsziosz (Birütisz városából)
- Küzikosz
- Khalkedón
- Dardaneisz
- Dareion (Müszia)
- Daszküleion
- Lampszakosz
- Madütosz
- Müsziaiak
- Parianoszi lakosok Parionból
- Priaposz
- Püthopolisz
- Szigeion
- Zeleia

#### Ismeretlen régió
- Ariszbaiosz
- Artaioteikhitai
- Azeiesz
- Brülleianosz
- Daunioteikhitai
- Gentiniosz
- Halonésziosz
- Harpagianosz
- Kebreniosz
- Kianosz
- Kolonesz
- Lamponeiesz
- Limnaiosz
- Métropolisz (Anatólia) ?
- Neandreiesz
- Neápolisz
- Otlenosz
- Paiszenosz
- Palaiperkosziosz
- Perkosziosz
- Szerioteikhitai
- Szkapsziosz
- Szombia
- Teria, Brülleion mellett

##### Aktaiai városok
- Akhilleion
- Amakszitosz
- Antandrosz
- Koloné
- Larissza
- Neszosz
- Ophrüneion
- Palamedeion
- Rhoiteion
- Pordoszeléné
- Petra
- Thümbra

### Pontoszikörzet (Fekete-tenger)
- Apollónia (Trákia)
- Dandakesz
- Hérakleia Pontiké (Bithünia)
- Karkinitisz (Kerkinitisz, Krím félsziget)
- Karosza
- Keraszosz
- Kimmeria (Kimmerikon, Krím félsziget)
- Nikónia
- Niphsza
- Nümphaion (Krím félsziget) i. e. 410-409
- Patraszüsz
- Tamüraké
- Türasz a Dnyeszter mellett

## További szövetségesek
Égei-tenger
- Mütiléné
- Rodosz (település)
- Szamosz

Küprosz
- Evagorasz király i. e. 410 körül

Egyiptom
- Inarosz líbiai felkelő i. e. 460 körül

Ióniai szigetek
- Korküra[2]
- Zakünthosz
- Kephallonia
- Leukász

Közép-Nyugat-Görögország
- Akarnániaiak
- Lokrisziak

Makedónia
- II. Perdikkasz makedón király, Antiokhosz Oresztiszből, Arrhabaiosz Lünkésztiszből i. e. 417-413 ?[3]
- I. Arkhelaosz makedón király i. e. 407-406[4]

Magna Graecia
- Katána  (lásd szicíliai hadjárat)
- Elümiaiak és Egeszta i. e. 433-432[5]
- Leontini i. e. 433-432[6]
- Rhegium i. e. 433-432 körül[7]

Peloponnészosz
- Argosziak, mantineiaiak and élisziek, i. e. 420[8]

### Elsődleges források
- Thuküdidész, A peloponnészoszi háború
- Attikai hozzájárulási listák  attikai ógörög nyelven IG I³ 259-től IG I³ 291-ig  (i. e. 454-415).

IG I³ 259 (i. e. 454-453), IG I³ 269 (i. e. 443-442), IG I³ 270 (i. e. 442-441), IG I³ 271 (i. e. 441-440), IG I³ 272 (i. e. 440-439), IG I³ 273 (i. e. 439-438), IG I³ 277 (i. e. 435-434), IG I³ 279 (i. e. 433-432),
IG I³ 282 (i. e. 429-428),
IG I³ 71 (i. e. 425-424), IG I³ 270 (i. e. 422-421), , IG I³ 100 (i. e. 410-409)

### Másodlagos források
- The Athenian Tribute Lists by Benjamin D. Meritt , H. T. Wade-Gery , Malcolm F. McGregor  ISBN 978-0-87661-913-1 (1939-1953)
- The Athenian Empire Restored: Epigraphic and Historical Studies, by Harold B Mattingly, University of Michigan Press, Ann Arbor, ISBN 0-472-10656-2
- The power of money: coinage and politics in the Athenian Empire By Thomas J. Figueira
- Epigraphic geography: the tribute quota fragments assigned to 421/0-415/4 B.C by Lisa Kallet
- Charles F. Edson, "Notes of the Thracian phoros," CP 42 (1947)
- Thrace By Anna Avramea, Greece. Genikē Grammateia Periphereias Anat. Makedonias-Thrakēs Page 107   ISBN 960-85609-1-8  (1994)
- Mogens Herman Hansen and Thomas Heine Nielsen, An Inventory of Archaic and Classical Poleis (Oxford University Press, 2004: ISBN 0-19-814099-1)ú